# Umpqua Közösségi Főiskola

A campus térképe

Az Umpqua Közösségi Főiskola állami fenntartású felsőoktatási intézmény az Amerikai Egyesült Államok Oregon állama Roseburg városának közelében. Az 1964-ben megnyílt negyven hektáros campus 2009-ben szőlőültetvényekkel bővült.

## Története
Az 1950-ben az Amerikai Egyetemista Nők Szövetségének támogatásával létrejött bizottság célja volt egy Douglas megyei közösségi főiskola megnyitása. Miután a tagok több más intézményt meglátogattak, jelentésük hatására a kereskedelmi kamara 1960-ban oktatásszervezési bizottságot hozott létre, melynek elnöke Wayne Crooch lett. 1960 februárjában a roseburgi tankerületet felkérték az alacsonyabb szintű képzések indítását. Harry Jacoby, a tankerület felügyelőjének vezetésével létrejött a Dél-oregoni Főiskolával (ma Dél-oregoni Egyetem) kötött megállapodás. Az első főiskolai kurzusok 1961-ben indultak roseburgi bérleményekben; a tandíj szemeszterenként öt, kreditenként pedig 11 dollár volt.
Az oregoni felsőoktatási bizottság 1962. december 11-én elrendelte a főiskolai körzet létrehozását. Az 1964. március 30-án tartott népszavazáson a javaslatot 3190–825 arányban elfogadták, valamint a héttagú felügyelőbizottság összetételéről is döntöttek. Április 2-án a bizottság jegyzőjének Ralph Snydert, a főiskola rektorának pedig Harry Jacobyt választották.
A campus az Elton és Ruth Jackson által adományozott, a felügyelőbizottság által 1965-ben elfogadott negyven hektáros legelőn nyílt meg. Az épületet az 1965-ös adóemelésből és az 1968-as kötvénykibocsátásból, valamint befektetésekből és szövetségi, valamint állami támogatásokból biztosították. Az új épületben 1967-től zajlik oktatás.
2010 szeptemberében 9,7 millió dolláros beruházásból megkezdték a Dél-oregoni Borászati Intézet kialakítását. A Danny Lang nevet viselő létesítményben háromezer rekesznyi bort tudnak előállítani.
A 2015. október 1-jei lövöldözésben tízen meghaltak (köztük az elkövető), további 7–9 személy pedig megsebesült. A lövöldöző a rendőrséggel szembeni rövid tűzpárbajt követően öngyilkos lett.
Az új tudományos épületet 2016 szeptemberében, a takelma indián nyelv Tapʰòytʰaʼ szaváról elnevezett oktatási épületet pedig 2018 márciusában adták át.

## Oktatás
Az intézmény az Oregon Közösségi Főiskolái Szövetségének tagja. Az itt megszerzett végzettséggel a hallgatók más egyetemek alapképzésein tanulhatnak tovább; a főiskola az Oregoni Állami Egyetemmel, a Dél-oregoni Egyetemmel és a Bushnell Egyetemmel is megállapodott.

## Csillagvizsgáló
A Paul Morgan Obszervatóriumot Paul Morgan oktató tervezte a csillagászképzés 2018-as elindításakor. A létesítmény Dél-Oregon egyetlen csillagvizsgálója, valamint az északnyugati régió egyedüli teljesen digitális obszervatóriuma.

## Sport
Az 1967-ben alapított UCC RiwerHawks a Northwest Athletic Conference-ben játszik. Az egyesületnek 11 sportcsapata van.

## Nevezetes személyek
- Alek Skarlatos, a nemzeti gárda egykori tagja[22]
- Bruce Hanna, politikus[23]
- Gary Leif, politikus[24]
- Hyrum Harris, kosárlabdázó[25]
- Tamina Snuka, birkózó[26]
- ZZ Ward, énekes-dalszerző[27]

## Fordítás
- Ez a szócikk részben vagy egészben  az   Umpqua Community College című angol Wikipédia-szócikk ezen változatának fordításán alapul.  Az eredeti cikk szerkesztőit annak laptörténete sorolja fel. Ez a jelzés csupán a megfogalmazás eredetét és a szerzői jogokat jelzi, nem szolgál a cikkben szereplő információk forrásmegjelöléseként.